# Кікаідзіма
Острів Кікай (яп. 喜界島, кікай: キャー Кяа, північнорюкюська : ききや Кікія) — один з островів Сацунан, належить до архіпелагу Амамі розміщеного між Кюсю і Окінавою.
Острів має площу 56,93 км2 та населення приблизно 7657 осіб. Адміністративно острів належить префектурі Каґосімі і утворений містом Кікай. Значна частина острова знаходиться в межах національного парку Амамі Ґунто.

## Географія

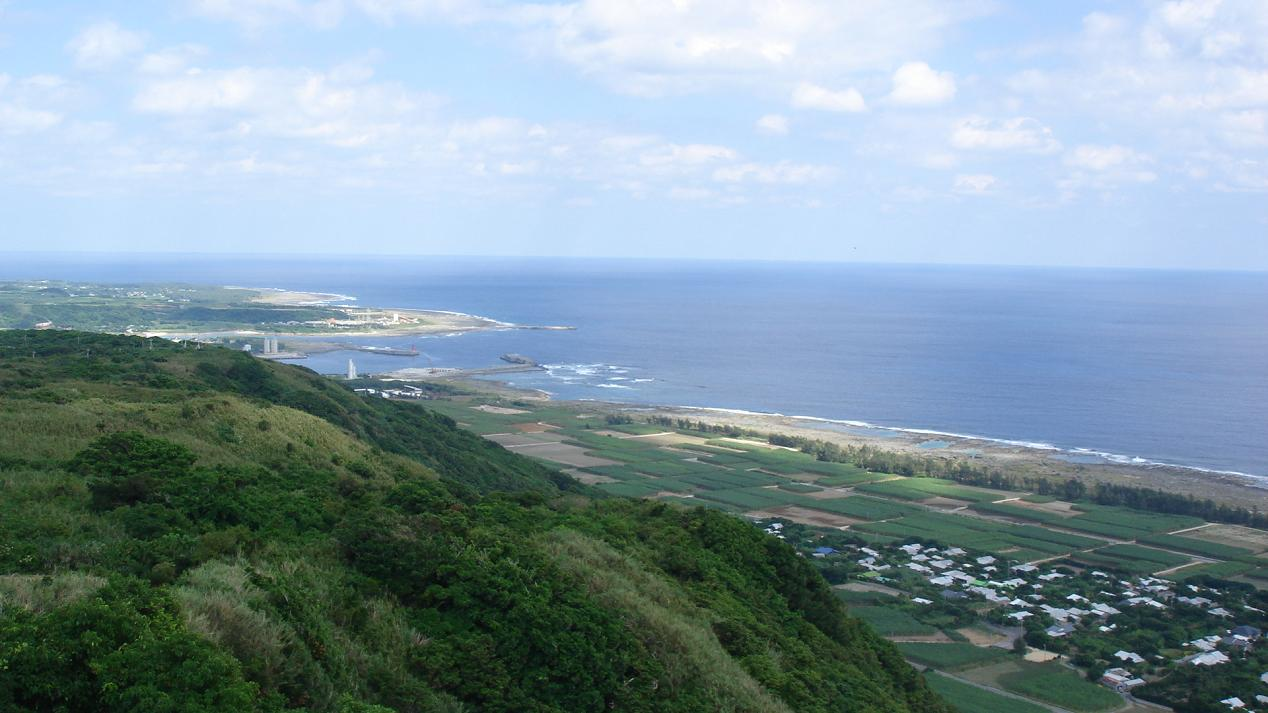
Вид з Хіакунодай.

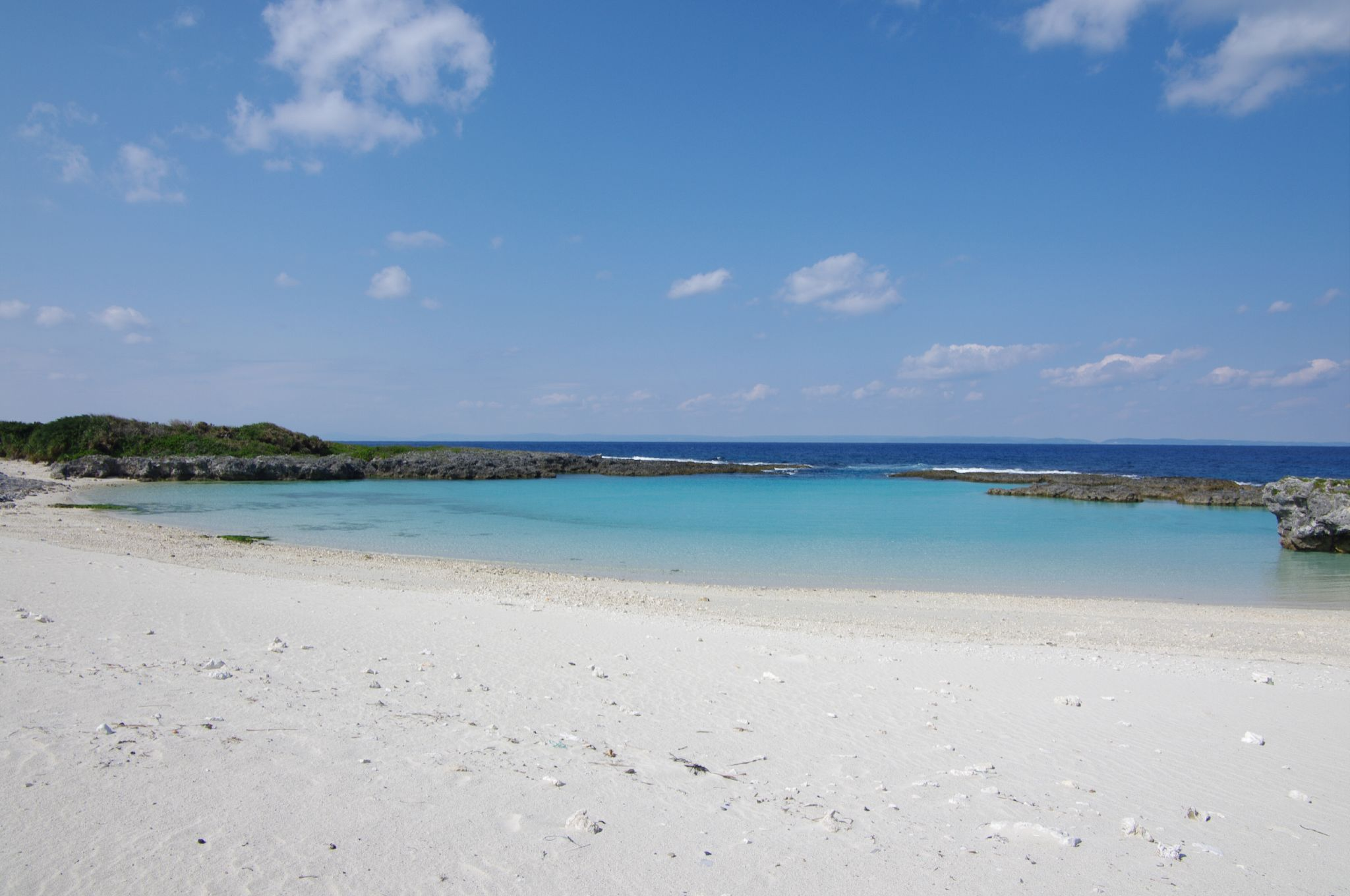
Пляж Кікай.

Кікай знаходиться приблизно в 25 км на схід від Амамі Осіми та приблизно в 380 км на південь від південного кінця Кюсю. Це найсхідніший острів у ланцюзі Амамі. Порівняно з Амамі Осімою та Токуносімою, Кікай є відносно рівнинним островом з найвищою точкою з висотою 214 метрів над рівнем моря. Це припіднятий кораловий острів із вапняковими скелями. На нього звертають увагу геологи, оскільки він є одним з найбільш швидкозростаючих коралових островів у світі.
Кікай має вологий субтропічний клімат (Cfa згідно з кліматичною класифікацією Кеппена) з дуже теплим літом та м’якою зимою. Сезон дощів триває з травня по вересень. Острів зазнає частих тайфунів.

## Флора і фауна
Через відносну ізоляцію Кікая є домом для кількох рідкісних видів, ендемічних для самого острова, або загальніше для архіпелагу Рюкю. Однак це один з небагатьох островів Амамі, для якого отруйна змія хабу не є корінною.

## Історія
Ніхонґі ряку (близько 11-12 століть) стверджує, що в 998 році Дадзайфу, адміністративний центр Кюсю, наказав Кікаідзімі (貴駕島) заарештувати нанбан (південних варварів), які у попередньому році розграбували широкі території заходу Кюсю. Вважається, що нанбанами були остров'яни Амамі.
У деяких статтях 1187 року Азума Каґамі зазначає, що в період правління клану Тайра Ата Тадакаґе з провінції Сацума втік до Кікаідзіми (貴島). Азума Каґамі також стверджує, що в 1188 році Мінамото-но Йорітомо, який незабаром став сьоґуном, направив війська, щоб заспокоїти Кікаідзіму (貴賀井島). Було зазначено, що імператорський суд був проти військової експедиції, стверджуючи, що Кікай знаходиться поза адміністрацією Японії.
З кінця 10 століття Кікай розглядалася Японією як центр південних островів.
У Кікая у 2006 році був відкритий комплекс Ґусуку. Група проведених археологічних розкопок на плато є однією з найбільших пам'яток островів Рюкю. Комплекс проіснував з 9 по 13 століття, період розквіту припав на другу половину 11 до першої половини 12 століття. Він характеризується майже повною відсутністю кераміки типу Канеку, яка переважала в прибережних громадах. Натомість були знайдені товари, ввезені з решти територій Японії, Китаю та Кореї. Також була знайдена кераміка Камуякіі, яка вироблялася на Токуносімі з 11 по 14 століття. Комплекс Ґусуку підтримує гіпотезу, що Кікай була торговим центром південних островів.
У 1306 році Чікама Токііе, заступник дзіто з району Каванабе провінції Сацума від імені клану Ходзьо, фактичного правителя сьоґунату Камакура, створив пакет документів, в якому зазначено власність, що передається у спадок членам його родини, серед яких є Кікай, разом з островами Осумі, Токара та Амамі. Після падіння сьоґунату Камакури південні острови, здається, були передані клану Сімадзу. Він претендував на дзіто Дванадцятьох островів, які обмежувались островами Осумі і Токара. Однак, коли глава клану Сімадзу Садахіса передав провінцію Сацума своєму синові Морохісі в 1363 році, він додав ще П'ять островів як території, які будуть наслідуватися, і, схоже, це стосувалося островів Амамі, включаючи Кікаідзіму.
Кікай було підкорена Королівством Рюкю. Хедонґ Джеґукґі (1471), джерелом якого був японський чернець, який відвідував Корею в 1453 році, описує Кікаідзіму як територію Рюкю. У творі 1462 року Аннали династії Чосон, де записано інтерв'ю з жителем острова Чеджу, який приплив до Окінави в 1456 році, йдеться про те, що Кікай чинила опір неодноразовим вторгненням Рюкю. За даними Чузан Сейкан (1650), ван Сьо Току вгамовував Кікаідзіму в 1466 році, стверджуючи, що Кікай не платить данини роками.
В результаті завоювання Сацумою Королівства Рюкю в 1609 році, Кікай підпадала під безпосереднім контроль Сацуми. Після реставрації Мейдзі острів був включений до провінції Осумі, а згодом став частиною префектури Каґосіма. Після Другої світової війни, Кікай як і інші острови Амамі була окупована Сполученими Штатами до 1953 року, коли вона повернулася під контроль Японії.

## Транспорт
Кікай пов'язана регулярним поромним сполученням з Каґосімою, Амамі Осімою та іншими островами Амамі.
Аеропорт Кікай з'єднує острів повітряним сполученням з Амамі Осімою та Каґосімою.

## Економіка
Економіка острова базується на сільському господарстві (в першу чергу, на цукровій тростині та цитрусових), а також на риболовному промислі. Сезонний туризм також відіграє роль у місцевій економіці. Промисловість обмежена переробкою цукру та виробництвом шьочю.

## Стратегічне розташування
Військово-морські сили Японії підтримують важливу станцію радіоелектронної розвідки на острові. Станція була відкрита в 2006 році і вважається життєво важливою складовою MSDF's JOSIS (JMSDF інформаційна система спостереження за океаном).

## Мова
Традиційна місцева мова, мова Рюкю, відома як Кікай або Кікай-Рюкю, вважається зникаючою, оскільки молодь володіє нею досить обмежено, або ж використовує виключно японську мову.